# Пајнвил (Арканзас)
Пајнвил (енгл. Pineville) град је у америчкој савезној држави Арканзас.

## Демографија
По попису из 2010. године број становника је 238, што је 8 (-3,3%) становника мање него 2000. године.
| Група             | 2000.       | 2010.       |
| Белци             | 242 (98,4%) | 230 (96,6%) |
| Афроамериканци    | 0 (0,0%)    | 0 (0,0%)    |
| Азијати           | 0 (0,0%)    | 4 (1,7%)    |
| Хиспаноамериканци | 1 (0,4%)    | 2 (0,8%)    |
| Укупно            | 246         | 238         |